# Округ Сент Мартин (Луизијана)
Сент Мартин (енгл. St. Martin Parish) је округ у америчкој савезној држави Луизијана.

## Демографија
По попису из 2010. године број становника је 52.160, што је 3.577 (7,4%) становника више него 2000. године.
| Група             | 2000.          | 2010.          |
| Белци             | 31.813 (65,5%) | 33.831 (64,9%) |
| Афроамериканци    | 15.535 (32,0%) | 16.039 (30,7%) |
| Азијати           | 449 (0,9%)     | 397 (0,8%)     |
| Хиспаноамериканци | 405 (0,8%)     | 1.071 (2,1%)   |
| Укупно            | 48.583         | 52.160         |